# Edith Alice Müller
Edith Alice Müller   (Madrid, 5 de febrer de 1918 - Espanya, 24 de juliol de 1995) va ser una matemàtica i astrònoma suïssa.

## Biografia
Müller va néixer a Madrid i va assistir al Col·legi Alemany abans d'estudiar a l'Escola Politècnica Federal de Zuric. Va finalitzar el seu doctorat en Matemàtiques a la Universitat de Zúric amb una tesi doctoral titulada Aplicació de la teoria de grups i anàlisi estructural de la decoració mora a l'Alhambra de Granada. Aquesta tesi va ser clau per estudiar els patrons geomètrics islàmics en un moment en el qual els historiadors suposaven que aquestes formes no tenien relació amb la ciència i eren simple artesania. Aquesta recerca no va penetrar en la literatura d'història de l'art fins a la dècada de 1980.

## Carrera
Va treballar com a investigadora en els observatoris astronòmics de Zuric (1946–1951), en el de la Universitat de Michigan (1952–1954 i 1955–1962) i de Basel (1954–1955), abans de ser professora ajudant a la Universitat de Neuchâtel l'any 1962. Al 1972 es va traslladar a la Universitat de Ginebra per ser professora titular. Va estudiar principalment física solar i va ser la primera dona a ser nomenada secretària general de la Unió Astronòmica Internacional, càrrec que va ocupar des de 1976 fins a 1979.
Müller, es va retirar el 1983 sense perdre el contacte amb el mon de l'astronomia. Una gran part del temps el dedicava a cuidar la seva germana, malalta d'alzheimer. Va morir l'estiu del 1995 d'un infart de miocardi quan estava de vacances a Espanya.